# Křižování (doprava)

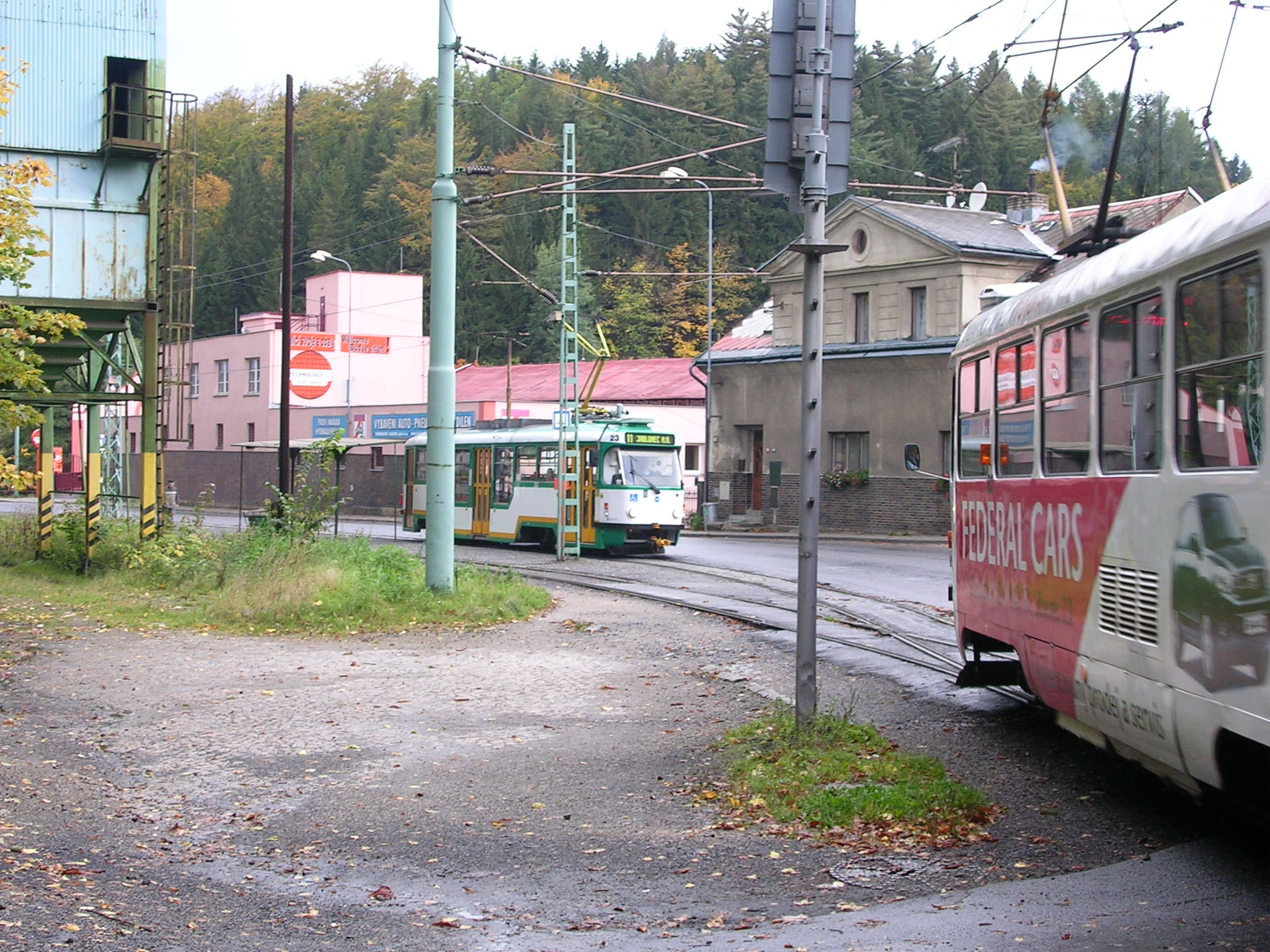
Křižování tramvají na tramvajové trati Liberec - Jablonec na výhybně Brandl

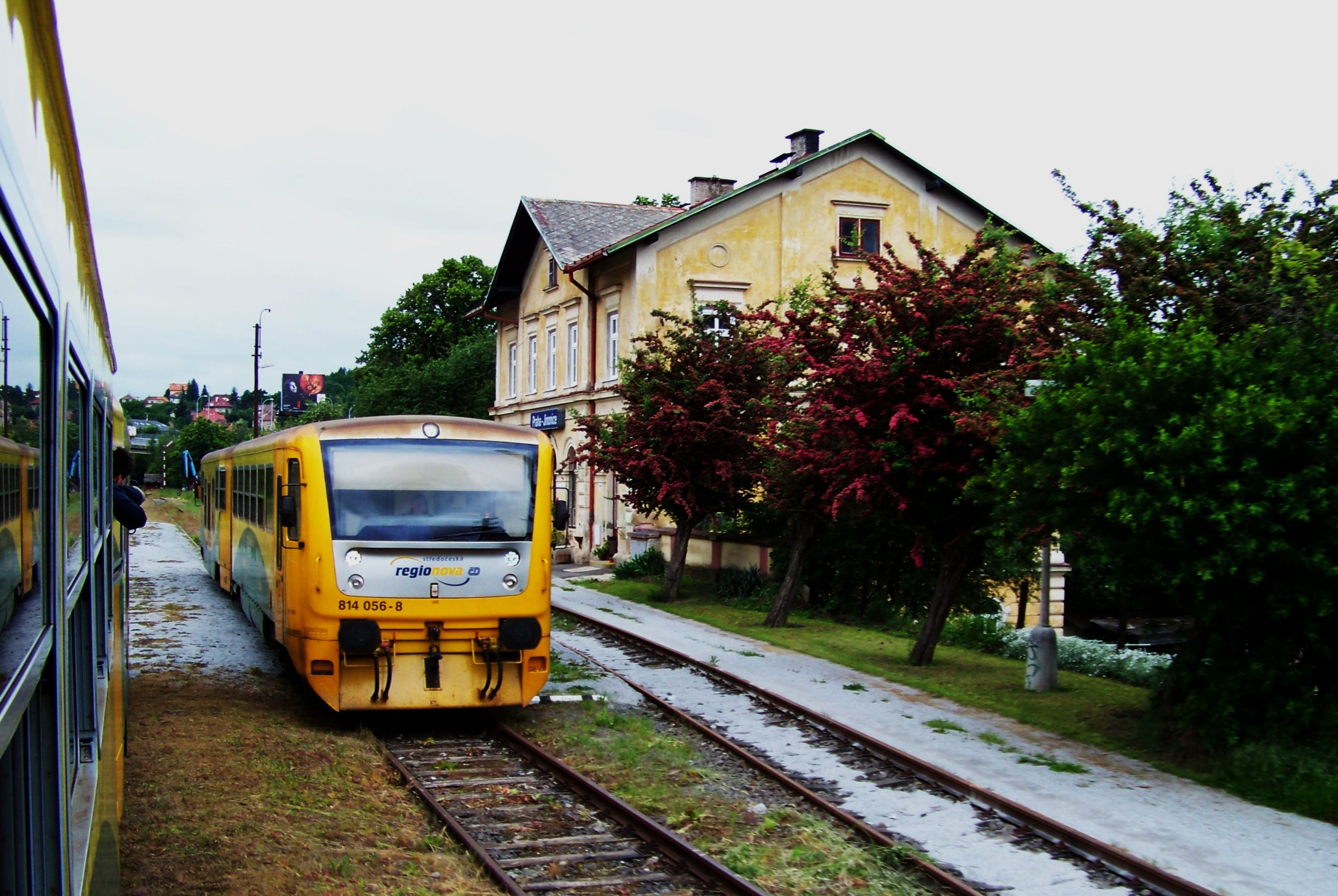
Křižování vlaků z pohledu cestujícího

Křižování vlaků je vyhýbání (míjení) protijedoucích vlaků, drážní úkon na jednokolejných tratích. Odehrává se v železničních dopravnách (stanicích, výhybnách) nebo tramvajových výhybnách, jelikož na jednokolejné trati se nemohou dvě soupravy míjet na širé trati.
Podobným úkonem je předjíždění vlaků jedoucích stejným směrem.